# Švitrigaila
Švitrigaila, död 1452, var en litauisk regent. Han var regerande storfurste av Litauen 1430–1432. Han regerade som motkandidat i strid mot sina kusiner.